# Vạn Thắng, Nông Cống
Vạn Thắng là một xã thuộc huyện Nông Cống, tỉnh Thanh Hóa, Việt Nam.
Xã có diện tích 9,3 km², dân số năm 1999 là 7378 người, mật độ dân số đạt 793 người/km².